# Harriet Axéll
Henni Harriet Axéll, född 3 augusti 1938 i Ljungby, död 7 februari 2018 i Helsingborg, var en svensk konstnär.
Axéll bedrev privata konststudier och genomförde ett antal studieresor i Europa och Orienten. Hon medverkade i ett flertal samlingsutställningar. Hennes konst består av naturupplevelser i en abstraherad form med lyriska poetiska motiv. Axéll är gravsatt i Skummeslövs askgravlund.